# Steambot Chronicles
Ne doit pas être confondu avec Steamboat ou Steamboy.
Steambot Chronicles est un jeu vidéo de type action-aventure et RPG développé par Irem et sorti en 2005 sur PlayStation 2.